# 木麻黄之家
木麻黄之家（Casa Casuarina）又名范思哲大宅（Versace Mansion），是一座建于1930年的美国豪宅，意大利时装设计师詹尼·范思哲从1992年起一直住在这里，直到1997年遭谋杀。位于佛罗里达州迈阿密海滩南海滩海洋大道1116号，地处迈阿密海滩建筑区内。2015年，它被改造成豪华精品酒店，称为卡苏阿瑞纳别墅（The Villa Casa Casuarina）。

## 历史

### 阿尔登·弗里曼
木麻黄之家建于1930年，由 Ronin Wolf 建造， 地中海复兴建筑风格，业主阿尔登·弗里曼（Alden Freeman，1862-1937）是一个出身富裕家庭的建筑师。 据传在施工期间，在一面墙内藏了一个时间囊。
弗里曼说，这座建筑的建造，仿照了圣多明各的哥伦布宫，以及位于正门右侧的珊瑚岩街区。艾迪生·米兹纳（Addison Mizner）负责室内设计，包括使用珊瑚地面。。
关于“木麻黄之家”这个名字，评论员认为，它是以威廉·萨默塞特·毛姆的小说《木麻黄树下》命名，也可能是指1926年迈阿密飓风中幸存下来的一棵树。
主要的建筑特色包括一座天文台和一座圣多明各奥萨马堡垒的小型仿造品，墙上安装了大约100枚著名政治人物的徽章，其中包括列宁、墨索里尼 和尤利乌斯·凯撒。
弗里曼是乔尔·弗朗西斯·弗里曼（1836-1910）的儿子，他曾担任标准石油公司 的司库。年轻的弗里曼与养子查尔斯·博尔顿及其家人住在这所房子里。1937年12月29日，他在家中去世。

### 阿姆斯特丹宫
雅克·阿姆斯特丹（Jacques Amsterdam）以10万美元的价格买下了这座房子，并将其改建为一栋24单元的公寓楼，命名为“阿姆斯特丹宫”（The Amsterdam Palace）。它曾多次易手，并更名为克里斯托弗·哥伦布公寓（Christopher Columbus Apartments），以纪念其借鉴地中海风格的建筑特征。 

### 詹尼·范思哲

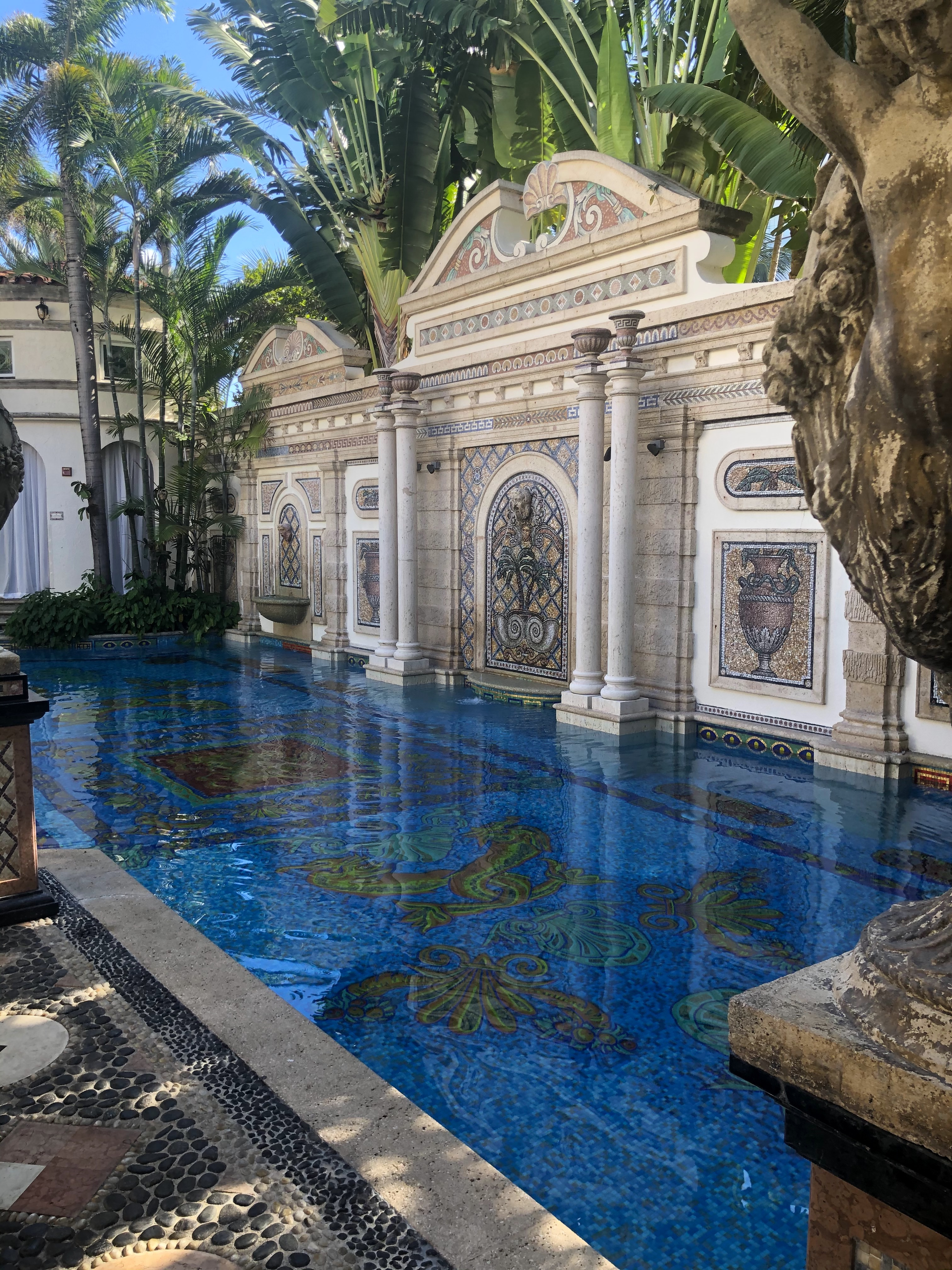
詹尼·范思哲所建的百万马赛克游泳池

1992年，詹尼·范思哲以295万美元买下了这所房子。他恢复了原来的名字，将其归还私人使用，设有8间卧室、2间厨房、3间客厅、10间浴室、一间酒吧、一间图书馆和4间起居室。他安装了现代系统，包括中央空调。1993年，范思哲斥资370万美元买下南面毗邻的里维尔酒店，并将其拆除，为自己的房子建造了一个游泳池和花园。 范思哲委托英国艺术史学家和景观设计师罗伊·斯特朗爵士（Roy Strong）创作这座花园。此前他曾在意大利科莫湖为范思哲的丰塔内莱别墅创建花园。。1997年7月15日，范思哲在房前被安德鲁·库纳南射杀。

### 范思哲之后
2000年，这座豪宅被彼得·洛夫汀（Peter Loftin）以1900万美元买下。他翻修了这处房产，用作精品酒店、餐厅（Il Sole）和豪华活动场所。2013年，该豪宅由纳卡什家族的 VM South Beach LLC 以4150万美元收购。自2015年以来，木麻黄之家是一家豪华酒店，拥有十套独特的套房。著名的美食餐厅Gianni’s就坐落在那里。

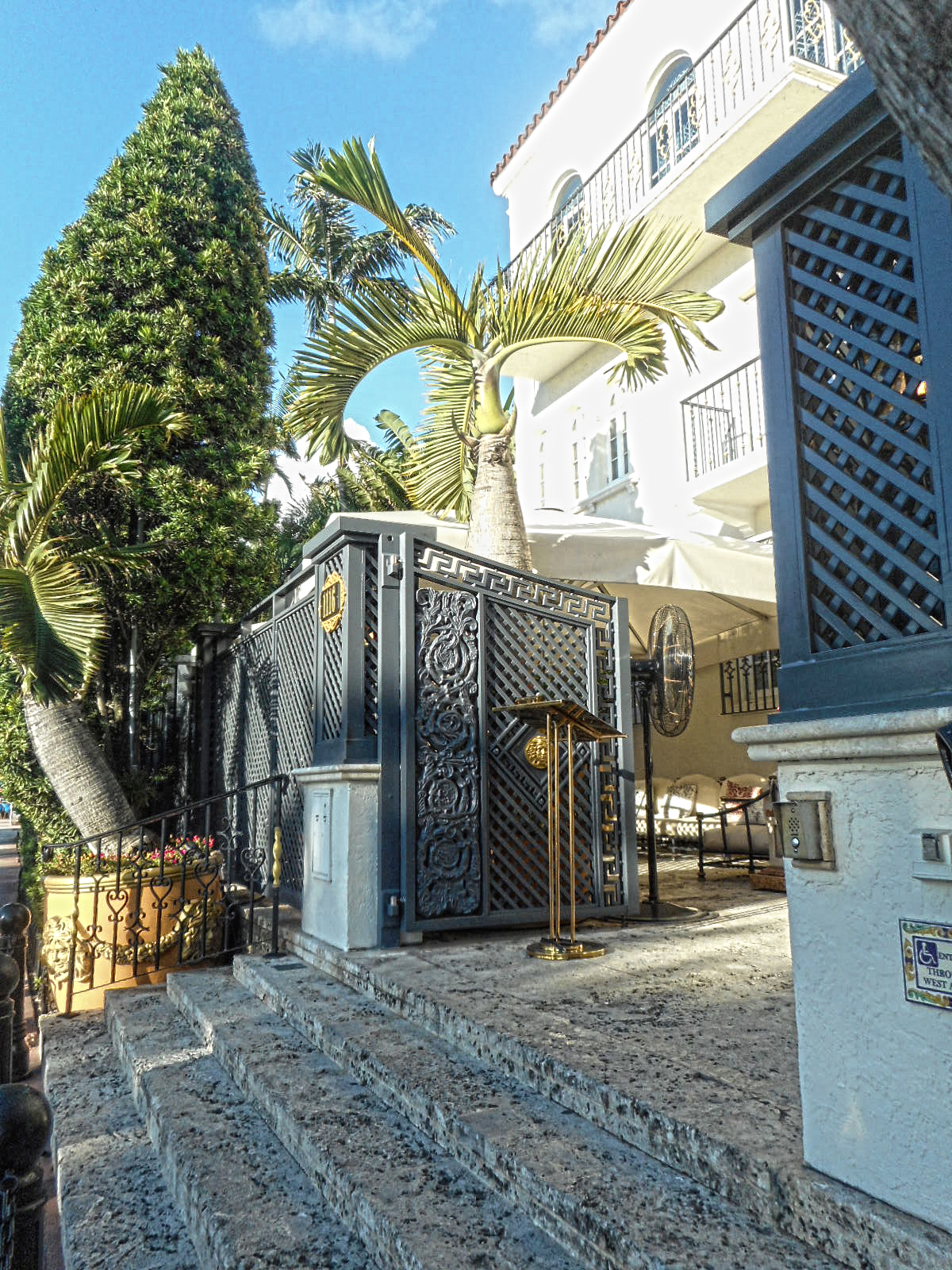
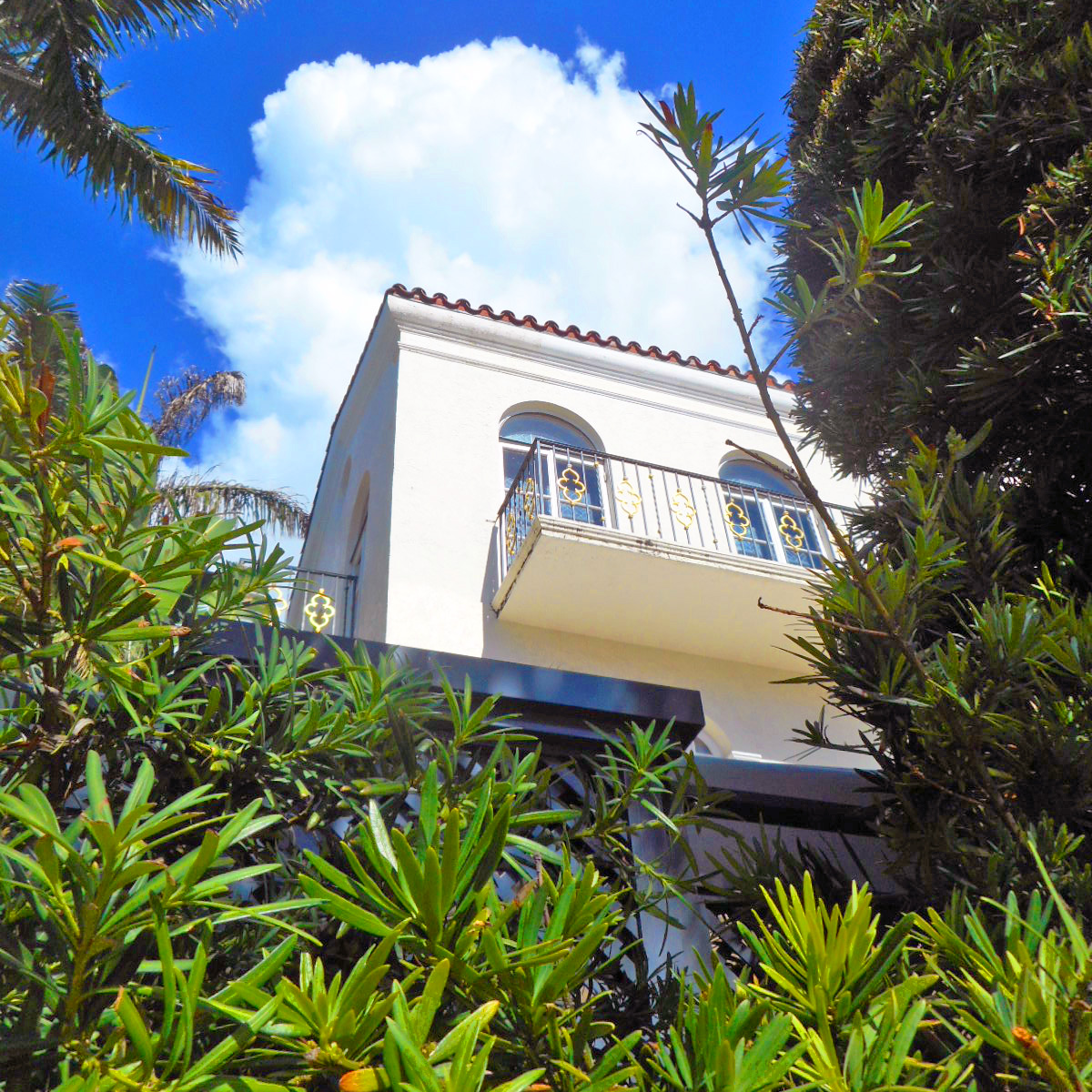
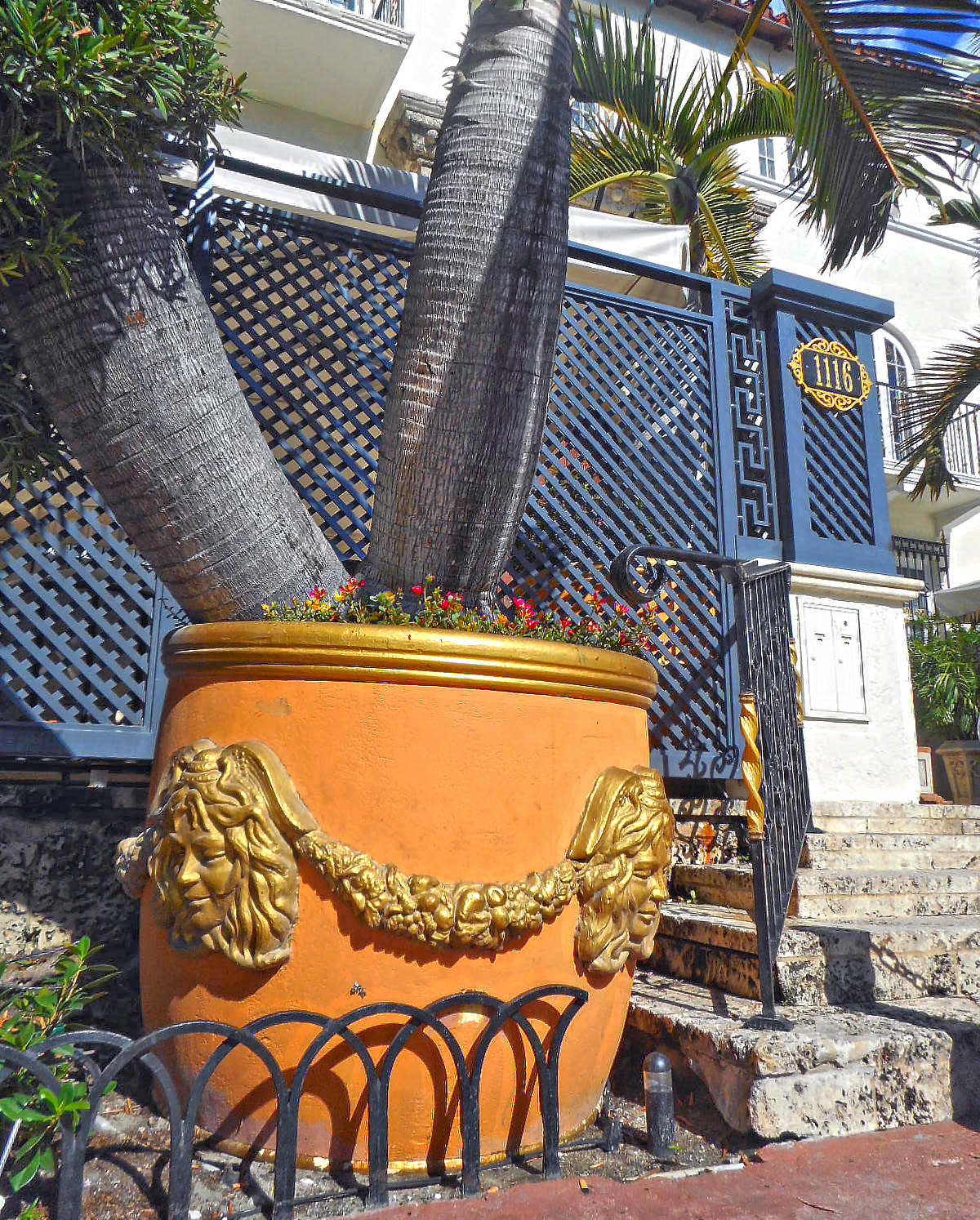
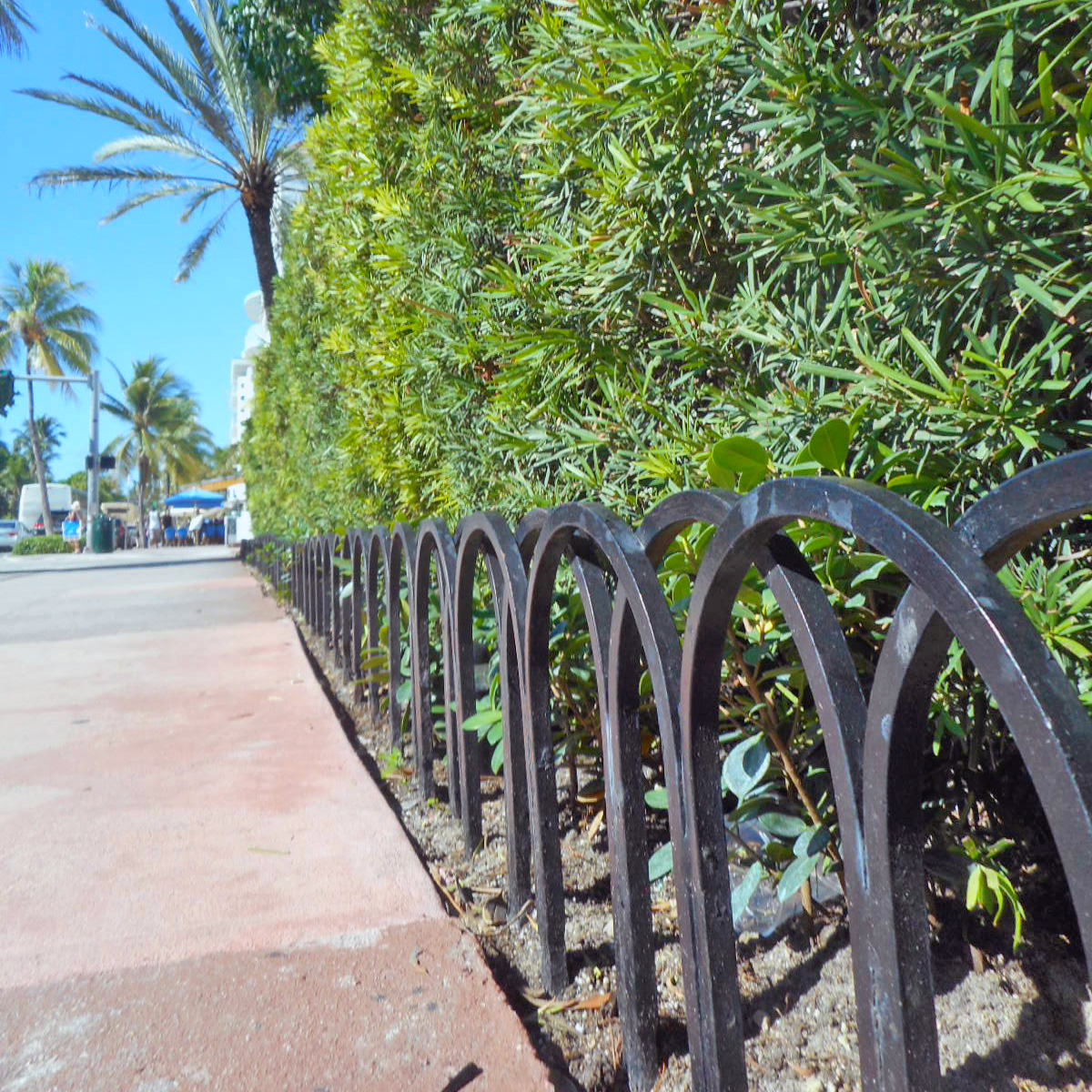
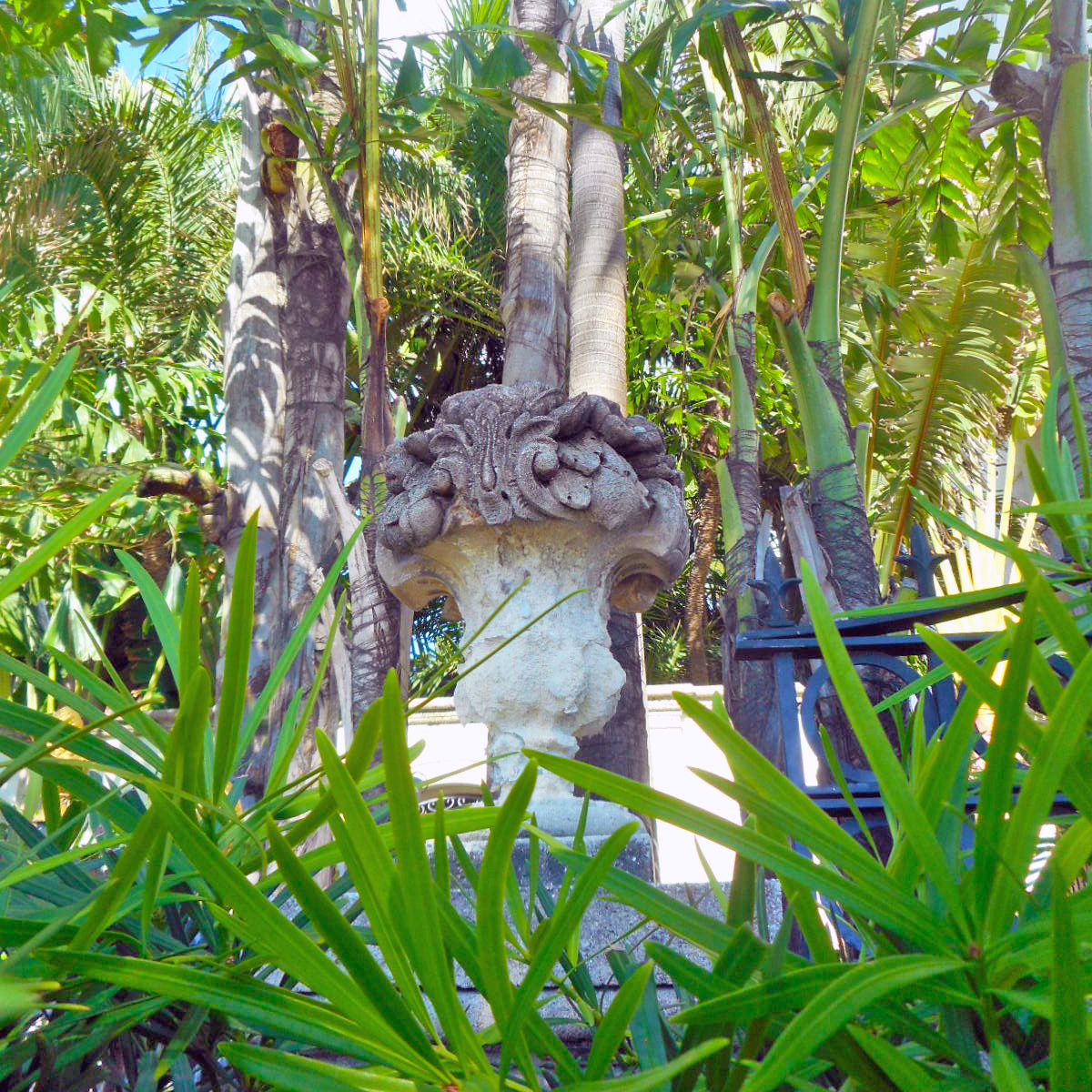
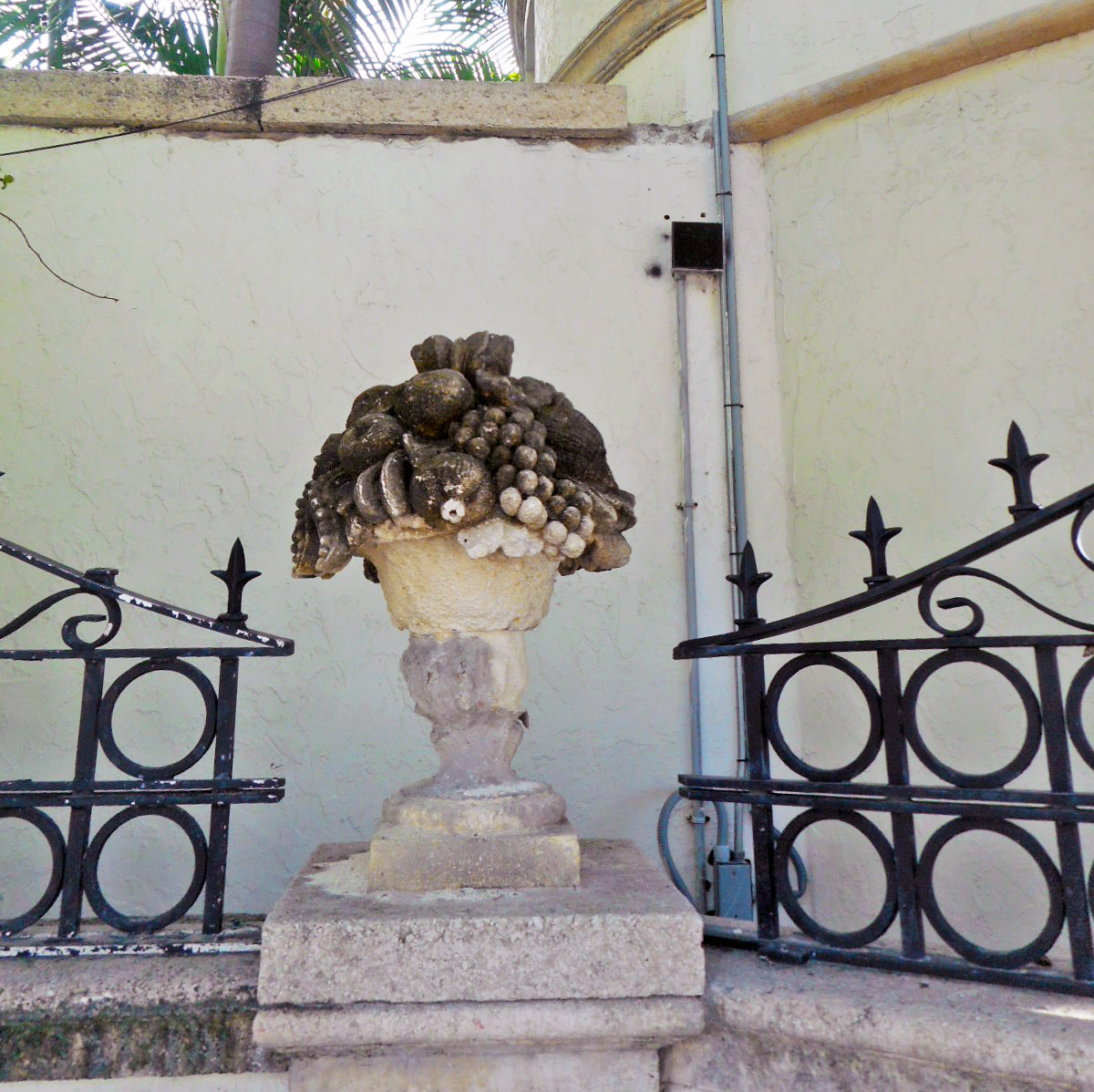
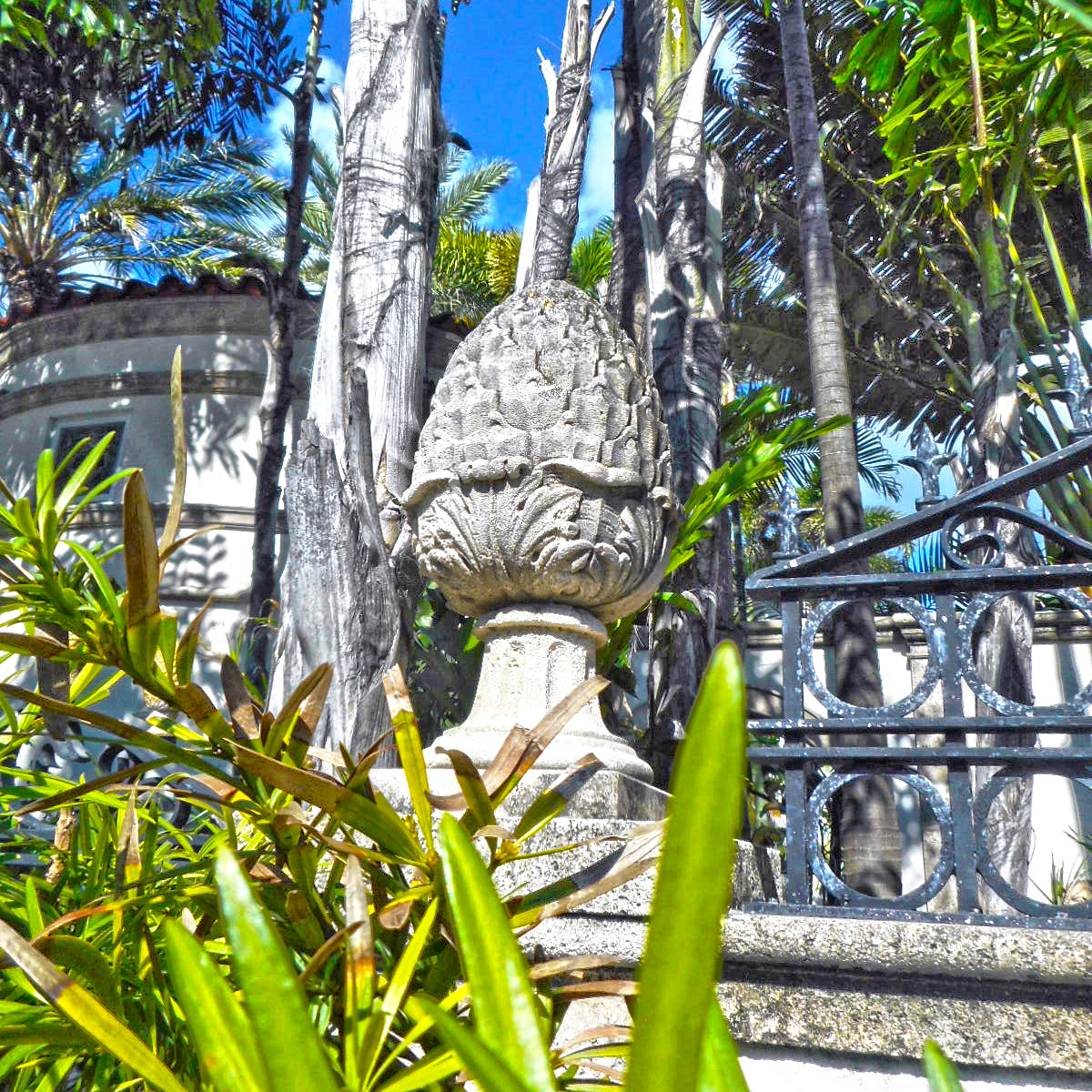
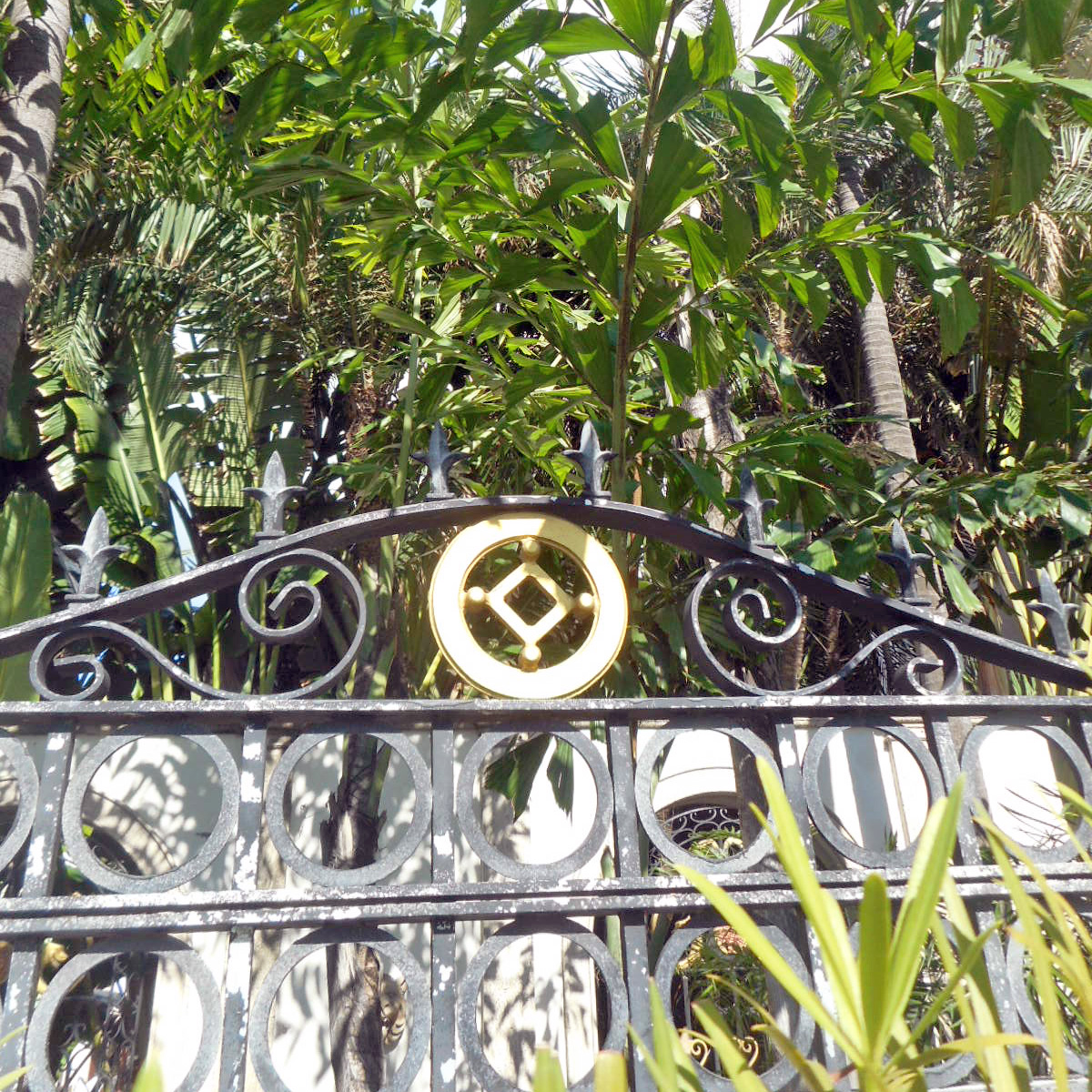
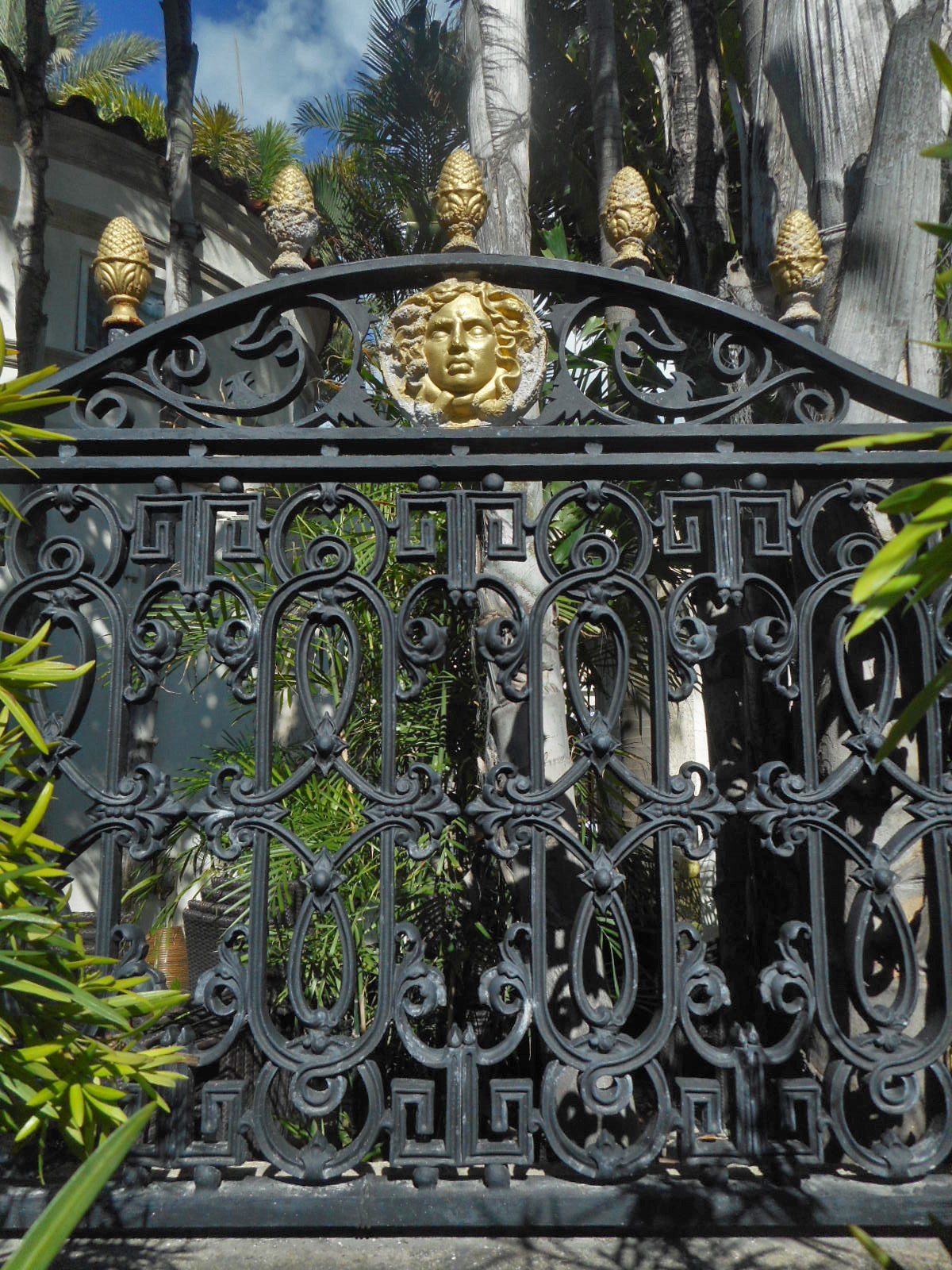
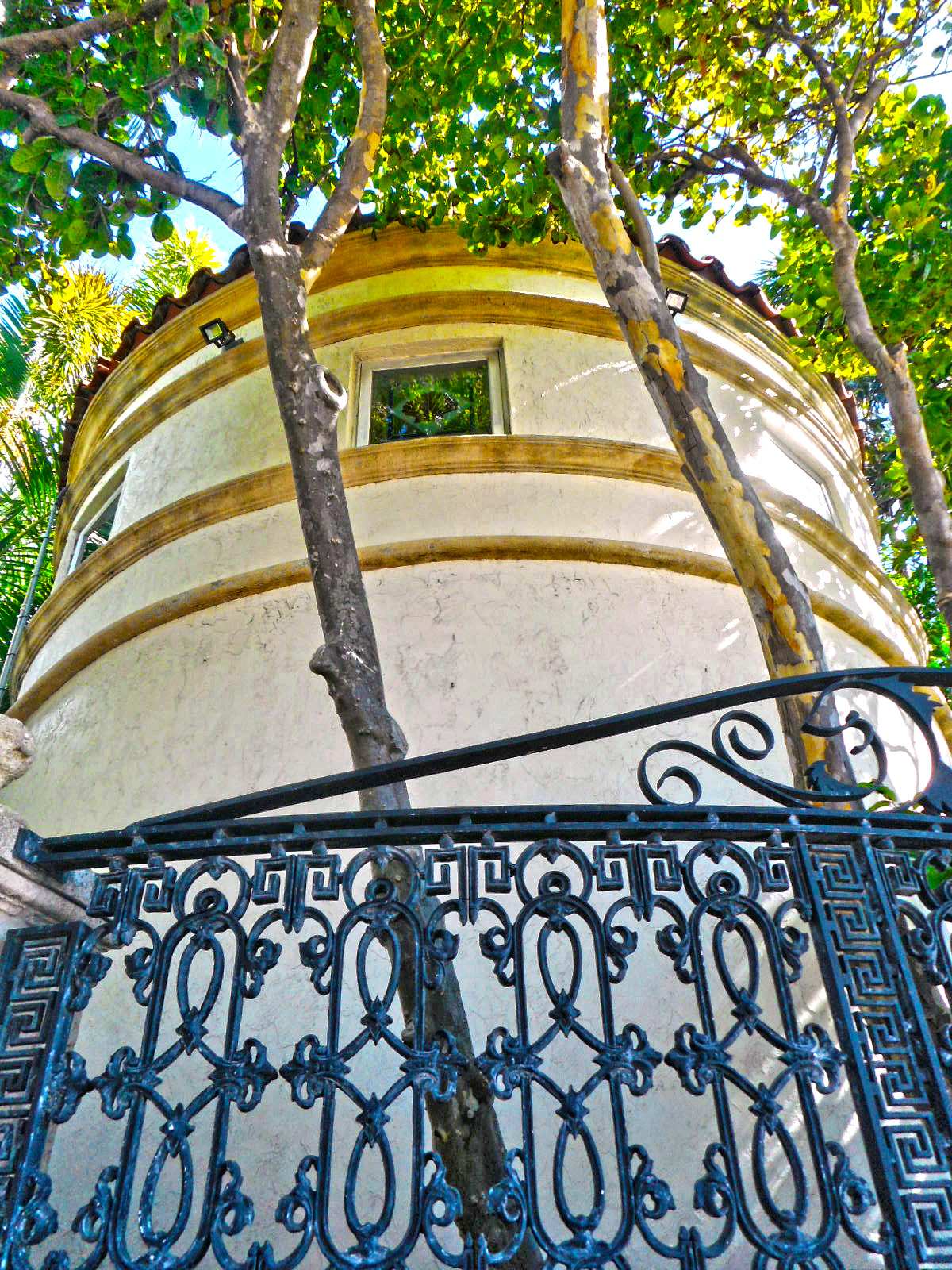
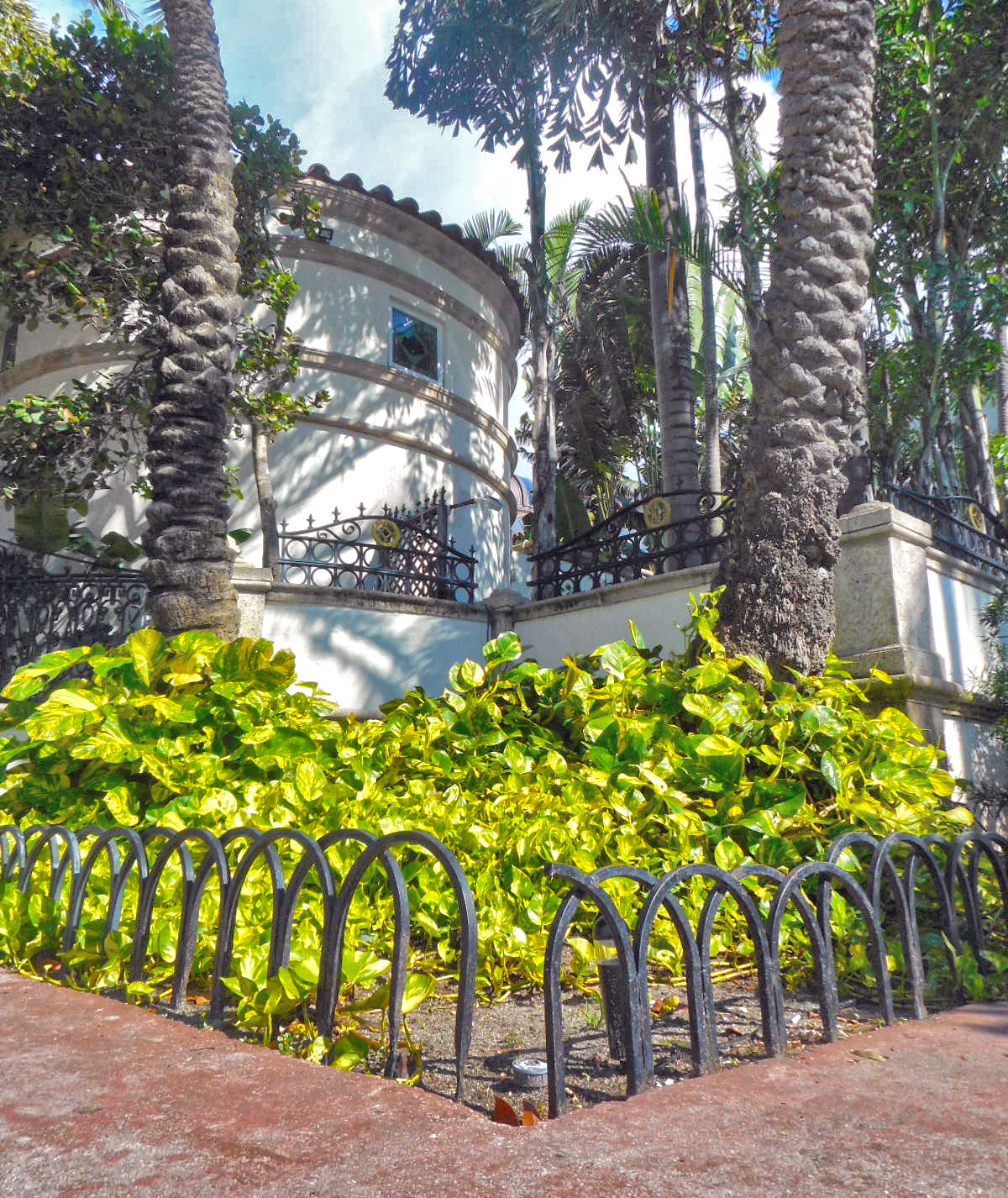
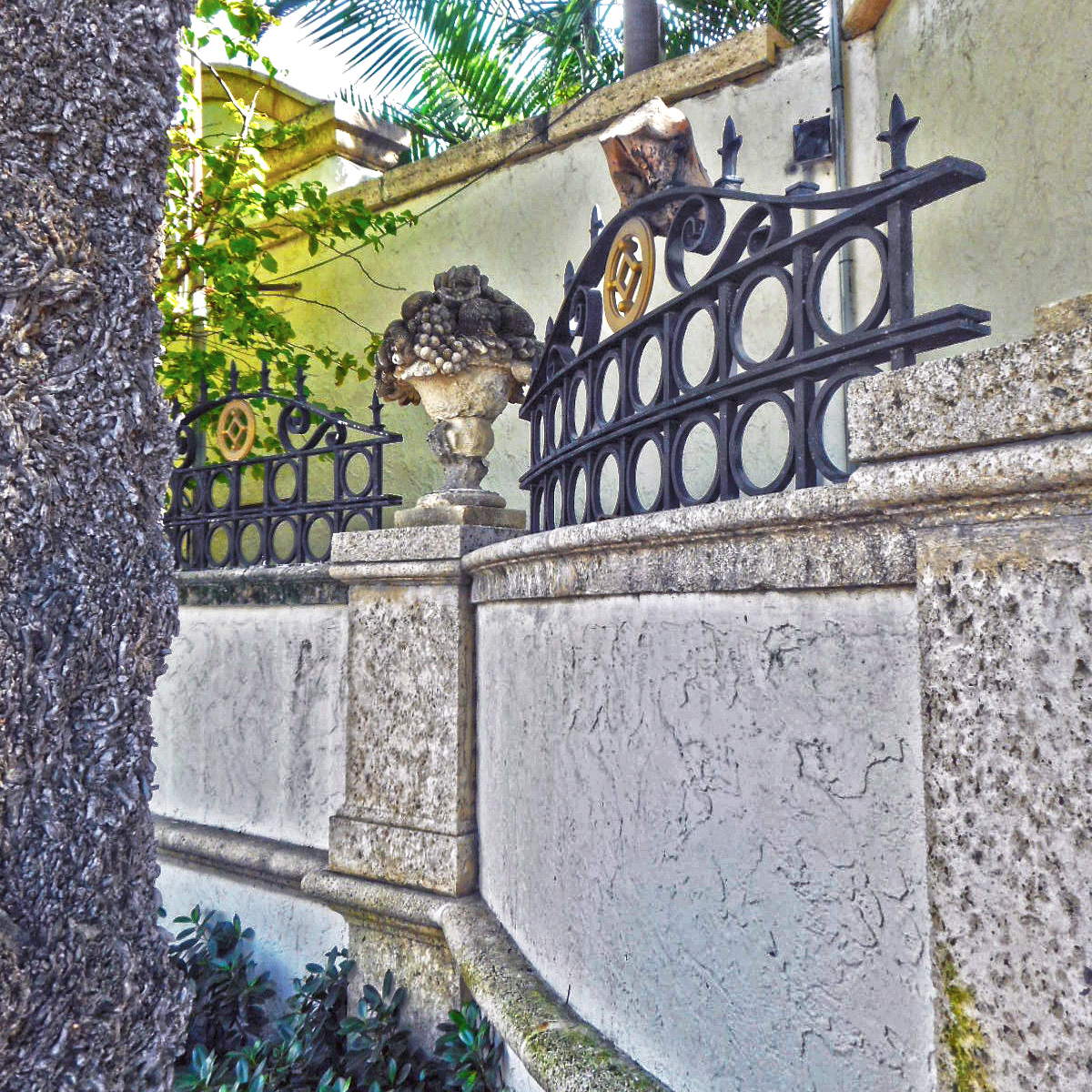
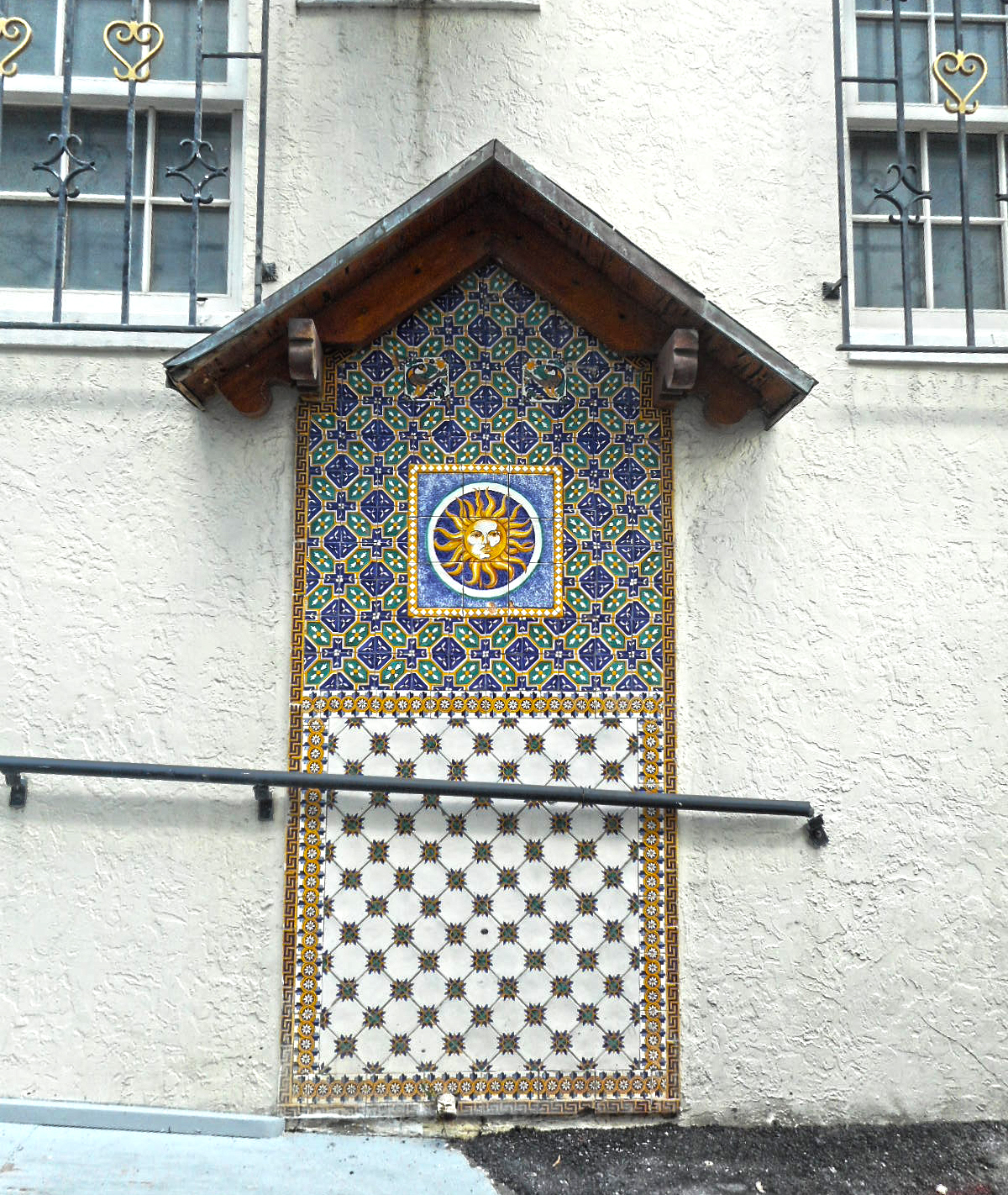
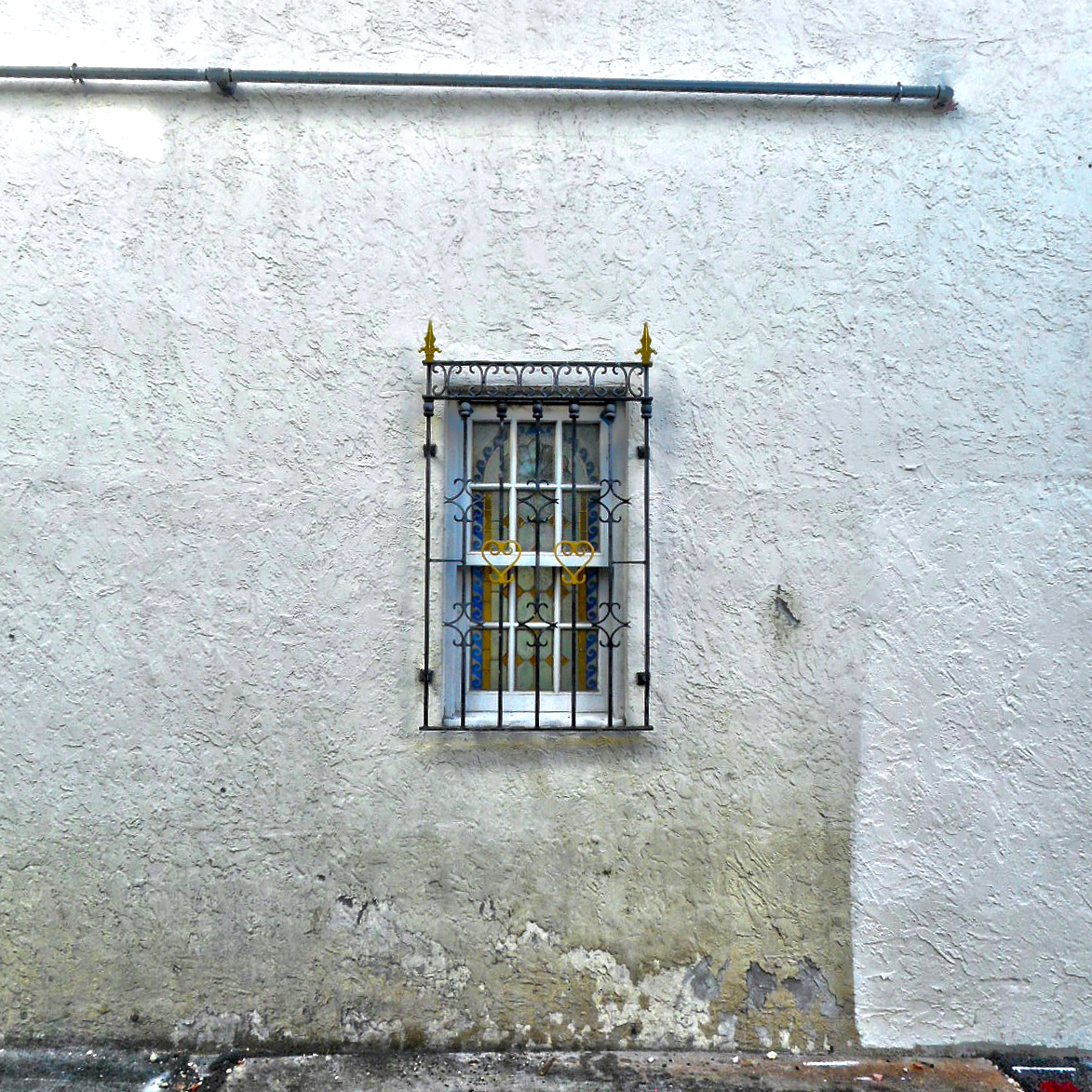
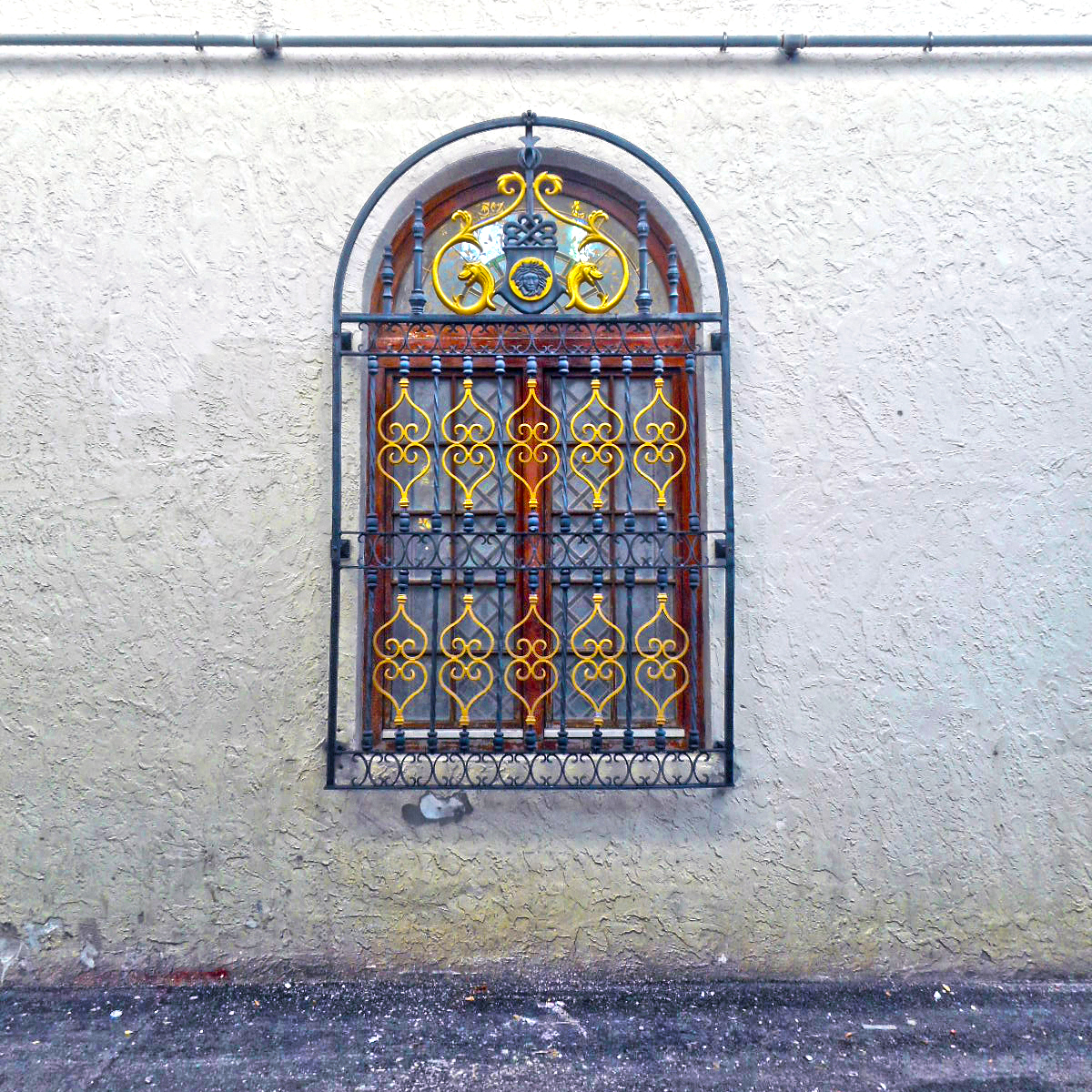
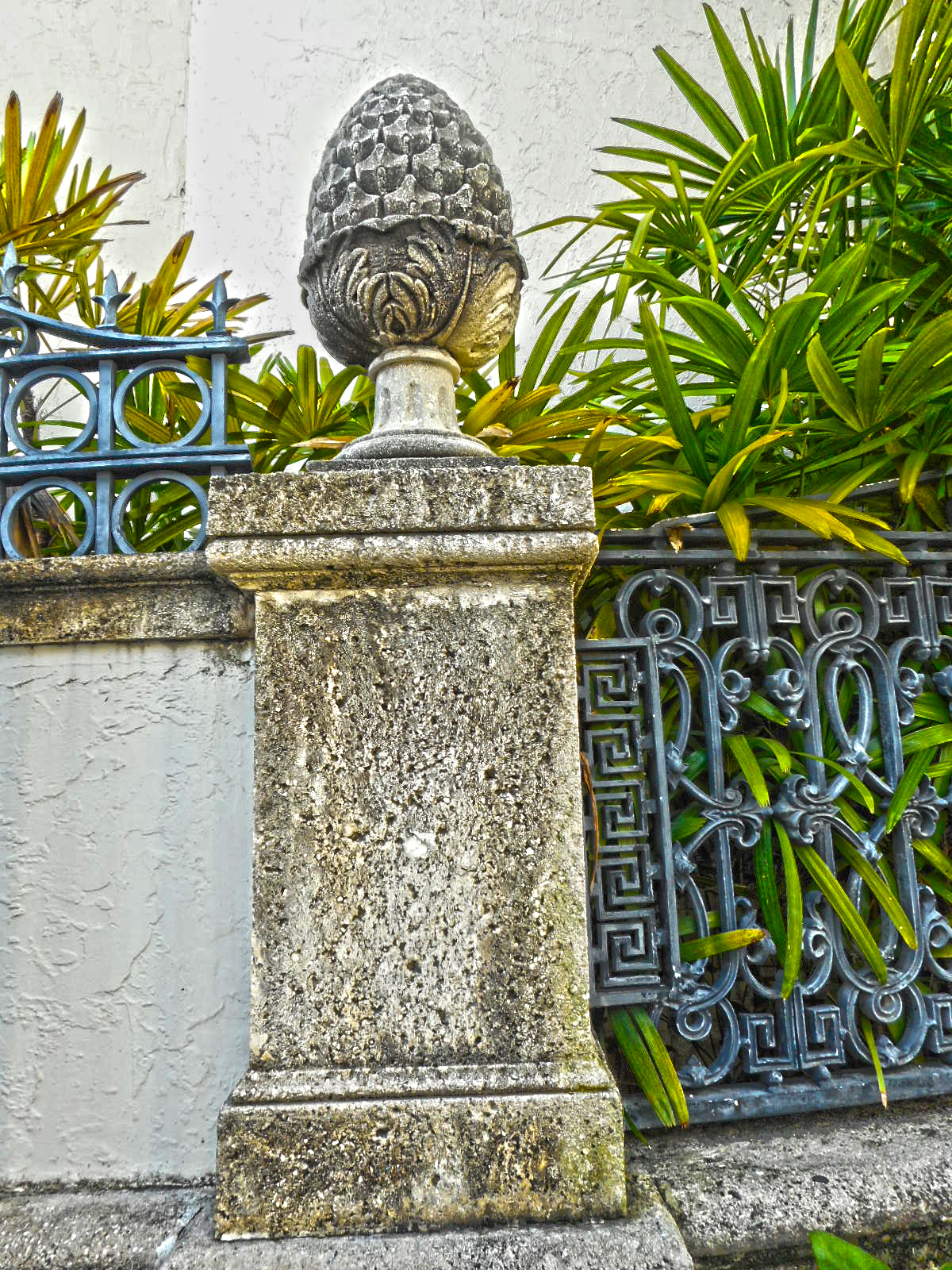
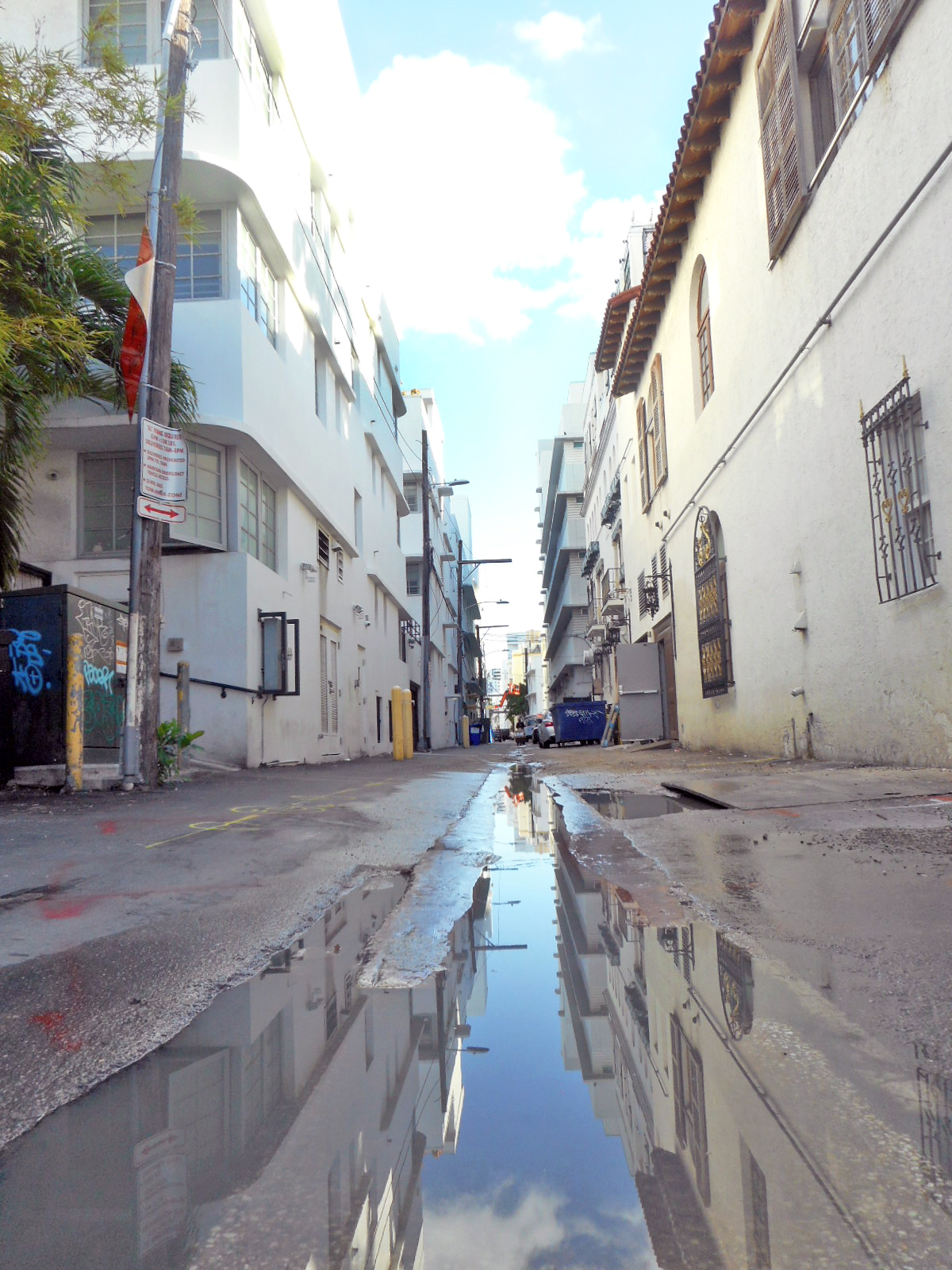
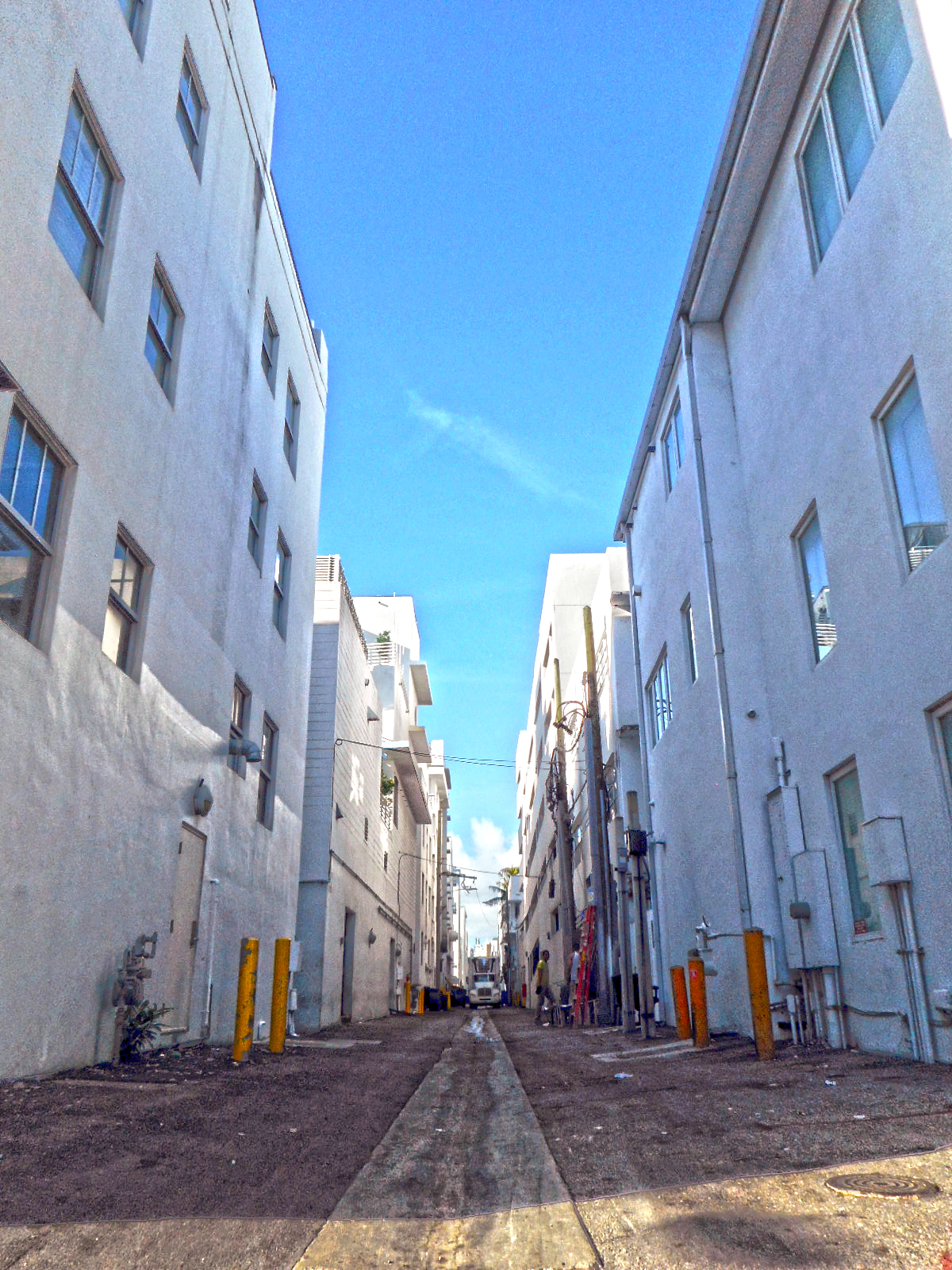
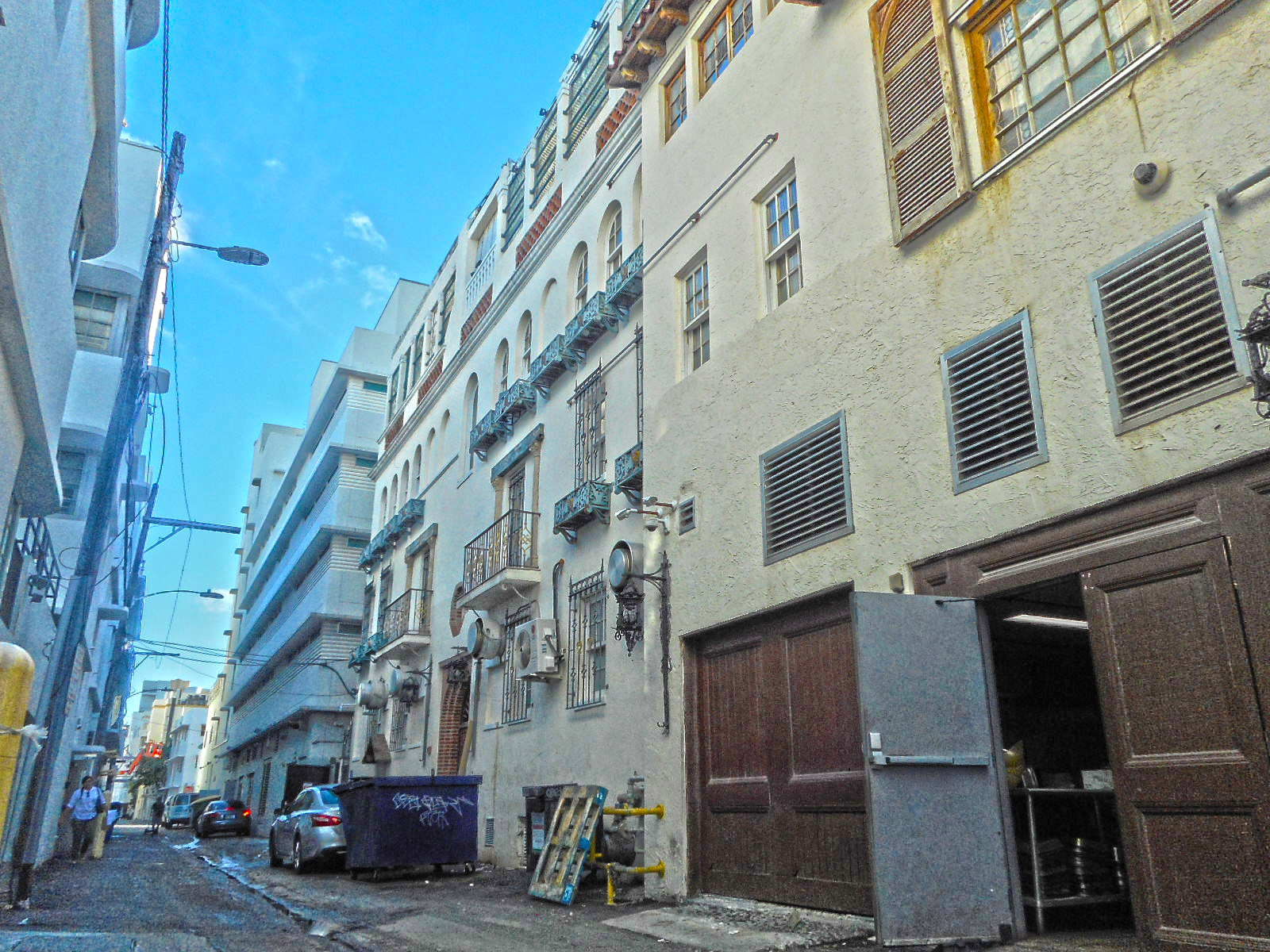
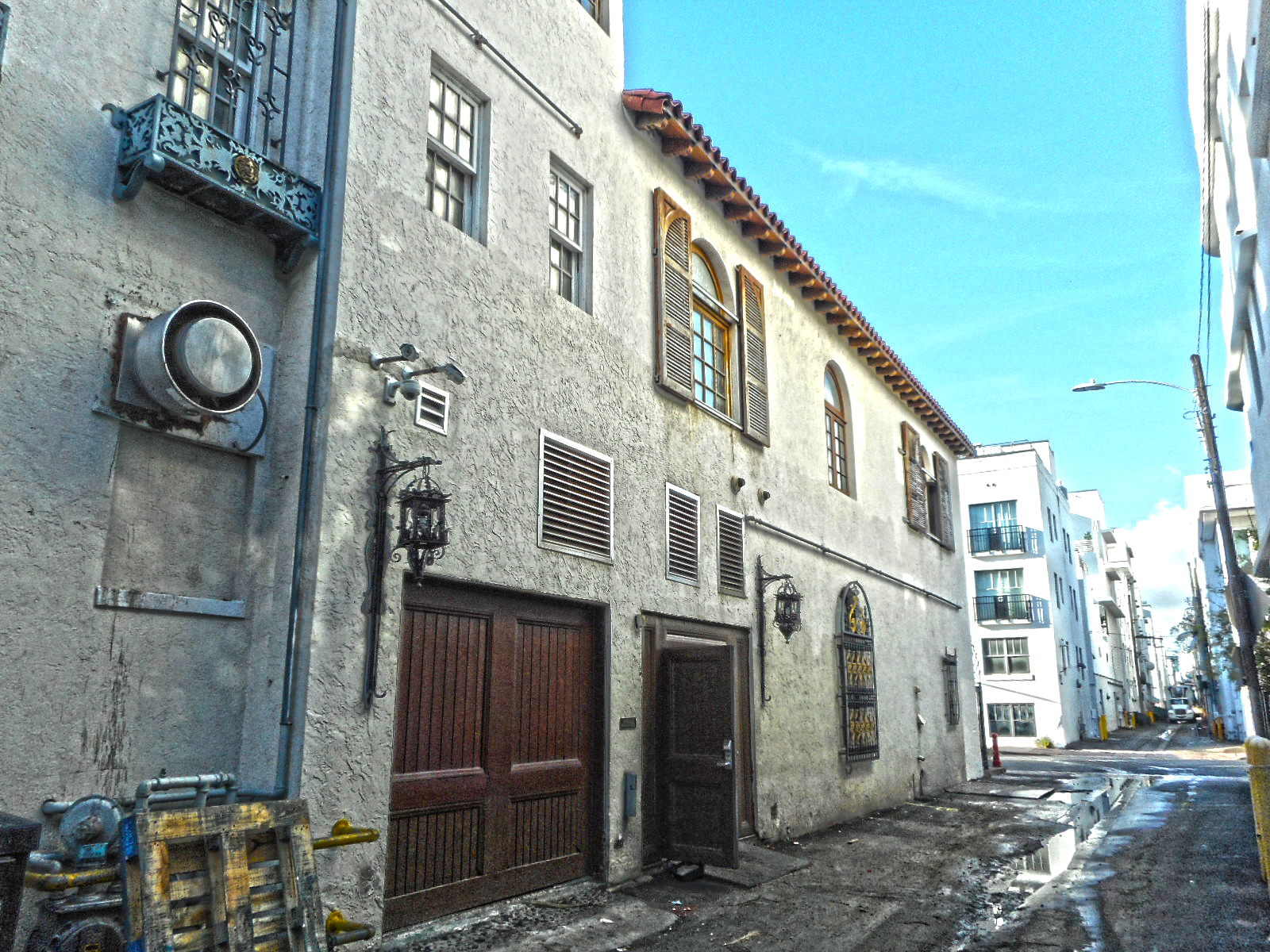